# Anatolij Ivanovič Baranov
Anatolij Ivanovič Baranov (in russo Анатолий Иванович Баранов?; in ucraino Анатолій Іванович Баранов?, Anatolij Ivanovyč Baranov; Majačka, 13 giugno 1953 – Mosca, 20 maggio 1986) è stato un ingegnere sovietico di origini ucraine.
Operava come elettricista di turno presso la centrale nucleare di Černobyl' nella notte del disastro di Černobyl', il 26 aprile 1986.

## Biografia
Anatolij Ivanovič Baranov è nato il 13 giugno 1953 nel villaggio di Majačka, distretto di Novotroïc'ke, oblast' di Cherson. Ha iniziato la sua carriera nella centrale nucleare di Černobyl' nel giugno 1978. Ha lavorato come elettricista in servizio, come riparatore di batterie, come elettricista in linea senior in un'officina elettrica. Nel 1982 si è laureato in absentia al politecnico di Kiev in ingegneria elettrica.
La notte del 26 aprile 1986 Baranov ha svolto le sue funzioni nell'ambito del 5º turno dell'officina elettrica. Riuscì a trasferire i turbogeneratori della terza e quarta unità di potenza dall'idrogeno all'azoto, impedendo l'esplosione e l'incendio nella sala macchine. Lui e i suoi compagni localizzarono la situazione di emergenza sugli apparecchi elettrici, impedendo al fuoco di propagarsi ad altri blocchi della stazione. Anatolij morì il 20 maggio 1986 per malattia acuta da radiazione al 6º ospedale clinico di Mosca.